# أزمنة (مسلسل)
أزمنة (بالكورية: 타임즈) هو مسلسل تلفزيوني كوري جنوبي من بطولة لي سيو جين، لي جو يونغ ومون جيونغ هي. عرض المسلسل على أو سي إن في الفترة من 20 فبراير حتى 28 مارس 2021.

## روابط خارجية
أزمنة على موقع IMDb (الإنجليزية)
- أزمنة على موقع كينوبويسك (الروسية)
- أزمنة على موقع قاعدة بيانات الفيلم (الإنجليزية)